# Dirt (álbum de Kids in Glass Houses)
Dirt é o segundo álbum de estúdio da banda Galesa de rock Kids in Glass Houses, lançado em 29 de Março de 2010 pela Roadrunner Records. O álbum foi gravado em meados de 2009 na Sonic Boom Ranch Studios em Texas com Jason Perry e e em Long Wave Studios em Gales com o produtor de Smart Casual Romesh Dodangoda. O primeiro single do álbum foi "Young Blood (Let It Out)", e foi lançado em 4 de Outubro de 2009. O segundo single do álbum é "Matters At All", e foi lançado em 31 de Janeiro de 2010.
A faixa "Hunt The Haunted" foi lançado com um download gratuito em 08 Janeiro de 2010. Desde o dia 19 de Março, o álbum o álbum inteiro está disponível para download em sua página oficial no Myspace.
O álbum alcançou a posição # 15 na parada do Reino Unido e dois dias depois foi lançado e atingindo oficialmente a posição #27 vendendo 8.400 cópias.

## Lista de faixas
Todas as letras escritas por Aled Phillips, exceto onde indicado; músicas compostas por Kids in Glass Houses.
1. "Artbreaker I" — 2:32
2. "The Best Is Yet to Come" — 3:39
3. "Sunshine" — 3:43
4. "Matters At All" — 3:51
5. "Youngblood (Let It Out)" — 3:33
6. "Lilli Rose" — 3:28
7. "Giving Up" — 4:33
8. "For Better or Hearse" — 3:11
9. "Undercover Lover" (participação Frankie Sandford do The Saturdays) — 4:29
10. "Maybe Tomorrow" (participação New Found Glory) — 3:08
11. "The Morning Afterlife" — 5:47
12. "Hunt the Haunted" — 3:45
13. "Artbreaker II" — 2:42

### Lançamento digital e faixas bônus
1. "Believer" — 3:01
2. "Reputation" — 3:14
3. "When the World Comes Down" — 3:04

### Faixas bônus da versão Japonesa
1. "Historia"

## Recepção
Dirt foi muito bem recebido pelos críticos contemporâneos da música, recebendo várias opiniões positivas. This is fake DIY fez uma análise positiva indicando, "Será que o desempenho será melhor que 'Smart Casual' nas tabelas? Não: ele vai ter um desempenho muito melhor. Acredite em nós quando dizemos que este álbum tem o potencial de com pontuação 10 para colidir nas suas mãos, e não há uma real possibilidade de o novo álbum abrir um buraco na parede, se as pessoas não o comprarem."
E Mike Diver BBC deu outra revisão positiva, dizendo, "'Dirt' está pronto para tirá-los das apresentações de apoio com Lostprophets e Paramore, para enfim performar em locais na qual o público seja só seu." E elogiou o álbum e a banda, declarando: "Mas a evolução de gravação do primeiro para o segundo álbum é impressionante. Com outro destaque: 'O melhor ainda está para vir'".
NME criticou principalmente os convidados que participaram do álbum, dizendo que "as duas faixas apresentadas são 'desfiadas'". Mas elogiou o resto do álbum chamando-o de "impressionante".

## Créditos
- Aled Phillips - vocais
- Joel Fisher - guitarra rítmica
- Iain Mahanty - guitarra solo, vocais de apoio
- Andrew Shay - baixo elétrico
- Phil Jenkins - bateria, percussão
- Frankie Sandford - vocais em "Undercover Lover"
- New Found Glory - vocais em "Maybe Tomorrow"